# Larissa Inangorore
Larissa Inangorore, née le 1er avril 1984, est une nageuse burundaise. Elle a participé aux Jeux olympiques d'été de 2004 sur le 100 mètres nage libre.